# Thomas Scott Williams
Thomas Scott Williams (* 26. Juni 1777 in Wethersfield, Connecticut; † 15. Dezember 1861 in Hartford, Connecticut) war ein US-amerikanischer Politiker. Zwischen 1817 und 1819 vertrat er den Bundesstaat Connecticut im US-Repräsentantenhaus.

## Werdegang
Nach einer guten Grundschulausbildung besuchte Thomas Williams bis 1794 das Yale College. Nach einem anschließenden Jurastudium und seiner im Jahr 1799 erfolgten Zulassung als Rechtsanwalt begann er in Mansfield in seinem neuen Beruf zu arbeiten. Im Jahr 1803 zog er nach Hartford. Politisch wurde er Mitglied der Föderalistischen Partei. In den Jahren 1813, 1815 und 1816 war Williams Abgeordneter im Repräsentantenhaus von Connecticut. Bei den staatsweit ausgetragenen Kongresswahlen des Jahres 1816 wurde er für das siebte Abgeordnetenmandat von Connecticut in das US-Repräsentantenhaus in Washington, D.C. gewählt, wo er am 4. März 1817 die Nachfolge von Lyman Law antrat. Bis zum 3. März 1819 absolvierte er aber nur eine Legislaturperiode im Kongress.
In den Jahren 1819, 1825 und von 1827 bis 1829 war Williams erneut Abgeordneter im Repräsentantenhaus seines Staates. 1829 wurde er zum beisitzenden Richter am Supreme Court of Errors ernannt. Zwischen 1831 und 1835 war Williams auch Bürgermeister von Hartford. Ab Mai 1834 war er als Chief Justice Vorsitzender Richter des Connecticut Supreme Court. Dieses Amt bekleidete er bis zu seinem Rücktritt im Jahr 1847. Von 1848 bis zu seinem Tod im Dezember 1861 war er Präsident der American Tract Society of New York.